# Rollegem-Kapelle
Rollegem-Kapelle (anciennement Rolleghem-Cappelle en français) est une section de la commune belge de Ledegem, en province de Flandre-Occidentale. C'était une commune à part entière avant la fusion des communes de 1977.

## Géographie
Rollegem-Kapelle est limitrophe d'Oekene, Sint-Eloois-Winkel, Moorsele, Ledegem (section de commune) et Rumbeke.

## Démographie

### Évolution démographique
- Sources : INS, Rem. : 1831 jusqu'en 1970 = recensements, 1976 = nombre d'habitants au 31 décembre[3].

## Histoire
En 1213, Hendrik van Moorslede fit don d'une parcelle de terrain à Willem van Rollegem pour y bâtir une chapelle, un cimetière et une habitation pour le chapelain. Au cours des siècles, cette chapelle a été agrandie plusieurs fois. Elle a été démolie en 1909 et l'église actuelle a été construite. Entre-temps, dans les années 1790, au cours de la période française, Rollegem-Kapelle a été érigée en commune. C'est aussi à cette époque que la paroisse est devenue indépendante.

## Monuments
- Het Capellegoed est un ancien complexe fermier situé dans le centre du village, tout près de l'église. Son aspect actuel date surtout du XIXe siècle, mais son histoire remonte au XIIIe siècle. En 1999, la ferme a été classée[4] ainsi que le site environnant[5].

- La Waterpachthoeve est une ferme mentionnée pour la première fois dans les écrits en 1556. Elle était autrefois une ferme à double fortifications, avec une porte cochère qui daterait du Moyen Âge. Les bâtiments les plus anciens datent de 1672. La ferme est un monument classé depuis 2001[6].

## Personnalité native de Rollegem-Kapelle
- Gaston Rebry (1905-1953), coureur cycliste.